# Cesare Paribelli
Cesare Paribelli (Albosaggia, 1763 – Milano, 1847) è stato un patriota italiano.

## Biografia
Di famiglia aristocratica, dopo aver studiato a Vienna e prestato per qualche tempo servizio in Sicilia presso il viceré di Ferdinando, Francesco d'Aquino, principe di Caramanico, nel 1791 entrò come ufficiale nell'esercito napoletano. Alla fine del 1792 fu uno dei napoletani che incontrarono l'ammiraglio francese Latouche-Tréville e che, a causa di questi incontri, furono perseguitati da re Ferdinando; arrestato a Napoli nel 1793, fu uno degli imputati nel processo del 1795 contro i giacobini.
Tornato in libertà il 23 gennaio 1799 (4 piovoso del nuovo calendario) con l'arrivo a Napoli delle truppe di Championnet, fece parte del governo provvisorio della Repubblica Napoletana presieduto da Carlo Lauberg. Per conto della Repubblica, nel tentativo di evitare il richiamo delle truppe francesi, venne inviato in qualità di ambasciatore a Parigi. Deluso dalla svolta autoritaria francese della fine del XVIII secolo, aderì alla "Società dei Raggi" al pari di  Giuseppe Lahoz e Giovanni Fantoni. Dopo la Restaurazione (1815), pur conservando il grado di colonnello, non ebbe più funzioni di rilievo.
Fu traduttore dal francese del saggio di Étienne de La Boétie Della schiavitù volontaria.